# Сицкий, Юрий Иванович
Князь Юрий Иванович Сицкий — сын боярский, рында и голова во времена правления Ивана IV Васильевича Грозного.
Из княжеского рода Сицкие. Старший сын князя Ивана Фёдоровича Сицкого. Имел брата князя Василия Ивановича, упомянутого в 1551 году рындой с рогатиной в походе к Полоцку.

## Биография
В 1549 году по духовному завещанию дяди Семёна Фёдоровича Сицкого — Юрию Ивановичу с братом Василием, досталось село Покровское с деревнями в Ярославском уезде. Записан сыном боярским в Дворовую тетрадь в числе князей Ярославских, помещик Ярославского уезда. В октябре 1551 года написан в третью статью московских детей боярских. В этом же году рында со вторым сайдаком в полоцком походе. В ноябре 1553 году на свадьбе казанского царя Симеона с девицей Марией Андреевной Кутузовой-Клеопиной, сидел на жениховом месте. В 1560 году второй голова Большого полка в Туле в связи с крымской угрозою, при боярине князе Курлятеве-Оболенском Дмитрии Ивановиче. В 1565-1568 годах упомянут в писцовой книге Казани, в числе князей, ссыльных Ивана Грозного, сосланных в начале опричнины.
По родословной росписи показан бездетным.